# Victor Martin Le Roy
Victor Martin Le Roy est un magistrat à la Cour des comptes, mécène et collectionneur d'art né le 22 mai 1842 à Paris et mort le 4 avril 1918 à Paris. Il fut l'un des fondateurs et dirigeants de la Société des Amis du Louvre.

## Biographie
Fils de Jean-Victor Martin-Le Roy (1807-1872), président de la Chambre des agréés auprès du Tribunal de commerce de la Seine et cofondateur de la Société civile des Nu-Propriétaires, il épouse Marie Lebaudy (1852-1929), fille du magnat du sucre Gustave Lebaudy. Il est le beau-père de Jean-Jacques Marquet de Vasselotqui épousa sa fille Jeanne. 
Licencié en droit, il est reçu en tant qu'avocat. Quatrième au concours de 1869, il rentre comme auditeur à la Cour des comptes en 1870, avant de passer conseiller référendaire de 1re classe en 1901. Des problèmes de santé le conduise à prendre sa retraite en 1906 comme conseiller honoraire.
Par ailleurs archéologue, il collectionne de nombreuses pièces Haute époque dont une partie sont données au musée du Louvre à sa mort en 1914. En 2012 un Livre d'heures de Jeanne de France ayant appartenu à la collection de Victor Martin Le Roy est acquis par la BnF. C’est la première fois que l’État recourt à la possibilité récemment ouverte aux maisons de ventes de réaliser des ventes de gré à gré. Cette faculté est prévue par la loi du 20 juillet 2011. Un portrait d'Anton Fugger par Hans Maler acheté par Martin Le Roy à Venise est également au Louvre. Au fil des ans, le Musée de Cluny a également acquis plusieurs pièces provenant de la collection Martin-Le Roy .
La collection d'œuvres d'Art de Victor Martin Le Roy constitue un témoignage sur les arts du Moyen Âge. Une grande partie de la collection formée par Martin Le Roy a été étudiée par son gendre, Jean-Joseph Marquet de Vasselot, historien d’Art, ancien conservateur au musée du Louvre et directeur du musée de Cluny. Ce dernier a dirigé la publication en 1906-1909, d'un catalogue complet de la collection de son beau-père, en cinq volumes.
Cofondateur de la Société des Amis du Louvre, dont il devient le vice-président, il est membre du conseil d’administration de la Société de l'Union centrale des arts décoratifs, des commissions supérieures des Beaux-Arts aux Expositions universelles de 1889 et 1900, de la Société de l'histoire de Paris et de l'Île-de-France, de l'Union artistique et du Cercle athlétique de l'Île de Puteaux.
Il était propriétaire du pavillon de Moisson à La Roche-Guyon.